# 土曜の朝はオレンジ気分
『土曜の朝はオレンジ気分～Orange Morning～』（どようのあさはオレンジきぶん～オレンジモーニング～）は、茨城放送で2004年4月3日から2006年3月25日まで毎週土曜日6:00 - 8:30に放送されていたラジオ番組。

## 概要
2004年春のワイド番組再編でスタート。放送開始当初はゆったりと和をコンセプトにお送りする情報ワイドであったが、2005年4月より内容を大幅にリニューアルし、ニュース、話題、スポーツ、芸能、土日のイベントなどをお届けする内容となった。

## パーソナリティ
- 2004年度 大和田憲子
- 2005年度 相川由春、太田絵里子

## コーナー
- オレンジニュース 6:02、6:30、7:00、8:00の計4回
- 心のいこい
- 早起きばんざい
- 心の灯
- 土曜じゃーなる
- サタデイ・スポーツ
- お誕生日おめでとう - 2004年9月までは平日23:10 - 23:25、土曜22:20 - 22:35、日曜22:30 - 22:45で放送されていたが、同年10月より平日22時台と土曜23時台にニッポン放送の番組を同時ネットする関係で本番組の7:15 - 7:45に内包される形で移行した[3]。同時に放送日当日から1週間以内にお誕生日を迎える方にメッセージとリクエストをお送りする形式にリニューアルされた。
- てんまるの競艇アワー